# Joueurs de Flûte
Pour les articles homonymes, voir Le Joueur de flûte.
Joueurs de flûte, op. 27, pour flûte et piano, est une œuvre composée en 1924 par Albert Roussel. C'est la pièce pour flûte la plus jouée de Roussel par les artistes du monde entier.

## Présentation
Joueurs de flûte est composé d'août à septembre 1924 à Varengeville.
L'œuvre est créée le 17 janvier 1925 à Paris, au théâtre du Vieux-Colombier, par le flûtiste Louis Fleury et la pianiste Janine Weill, lors d'un concert de La Revue musicale, puis rejouée le 7 février 1925 à la Société nationale de musique. La partition est publiée la même année par Durand.

## Structure
Joueurs de flûte, « sorte de plaisant panorama de la flûte à travers les âges », comprend quatre mouvements :
- Pan, très lent ( = 52), à 
, dédié à Marcel Moyse ;
- Tityre, vif ( = 100), à 
, dédié à Gaston Blanquart ;
- Krishna, lent ( = 120), à 
, dédié à Louis Fleury ;
- Monsieur de la Péjaudie, modéré ( = 80), à 
, dédié à Philippe Gaubert.

## Analyse
Le premier mouvement, Pan, est nommé d'après le dieux grec mi-homme mi-bouc Pan qui est souvent représenté jouant de la flûte de Pan. La pièce est écrite dans le mode dorien qui était utilisé par les grecs anciens. Ce mouvement est dédié au flûtiste Marcel Moyse. Le morceau « déroule ses riches et nonchalantes arabesques sur un fond discret de quartes et de quintes au piano ».
Le deuxième mouvement, Tityre, est nommé d'après le berger chanceux de la Première Bucolique de Virgile. C'est le plus court des quatre mouvements qui composent à eux tous une sorte de sonatine dans laquelle Tityre serait le scherzo. Ce mouvement est dédié au flûtiste Gaston Blanquart (1877–1963), professeur au conservatoire de Paris. Le morceau fait entendre "de pétillantes notes piquées sur un mouvement de marche rapide".
Le troisième mouvement, Krishna, est nommé d'après le nom de Dieu Krishna dans les textes sacrés comme la Bhagavad-Gita, qui signifie en sanskrit : « l’Infiniment fascinant ». Il se réfère ici au fait que Krishna, éternel adolescent, est aussi un merveilleux joueur de flûte, dont il se sert pour charmer les gopîs et faire plaisir aux dévots qui l’entourent et avec lesquels il se divertit éternellement. Roussel utilise un mode du nord de l'Inde qu'il a visité en 1909, le mode Raga Shri. Ce mouvement est dédié à Louis Fleury, à qui Debussy a également dédié son Syrinx. Le morceau, « méditation se déroulant en un lent et onduleux rythme à 
 [...], l'une des évocations orientales les plus envoûtantes de Roussel », est « la plus belle et la plus profonde des quatre pièces ».
Le quatrième et dernier mouvement, Monsieur de la Péjaudie, est nommé d'après le protagoniste d'un roman d'Henri de Régnier, La Pécheresse. Monsieur de la Péjaudie est un joueur de flûte plus intéressé à jouer avec les femmes qu'avec les flûtes. Roussel avait auparavant mis en musique plusieurs poèmes de Régnier. Ce mouvement est dédié au flûtiste et compositeur Philippe Gaubert. La pièce fait étalage d'une « virtuosité désinvolte et truculente, un rien avantageuse en sa fine ironie ».
Dans un compte-rendu consécutif à la première audition de l'œuvre, Raymond Charpentier écrit dans Comœdia : « Ce sont quatre pièces délicieuses, encore que d'allure assez diverse. Dans la première, la flûte semble se livrer à de légères improvisations, tandis que, dans la deuxième, elle dialogue capricieusement avec le piano. La suivante, d'une jolie couleur, est plutôt mélancolique ; quant à la dernière, qui évoque, paraît-il, le personnage d'un livre de M. Henri de Régnier, elle retrouve sans peine la note gaie, spirituelle et fine ».

## Discographie
- Albert Roussel Edition, CD 1, Jonathan Snowden (flûte) et Andrew Litton (piano), Erato 0190295489168, 2019[6].
- Albert Roussel Complete Chamber Music (3 CD), Paul Verhey (flûte) et Jet Röling (piano), CD 2, Brilliant Classics 8413, 2006.